# Barbara Radding Morgan
Barbara Radding Morgan (Fresno, Kalifornia, 1951. november 28.–) amerikai tanár, űrhajósnő.

## Életpálya
1973-ban a Stanford Egyetemen biológiából kitüntetéssel szerzett oklevelet. 1974-től a  Flathead Indian Reservation at Arlee Általános Iskola olvasás és matematika tanára. 1975-1978 között, majd 1979-től 1998-ig a Donnelly Általános Iskola (McCall) tanára. 1978-1979 között Ecuadorban tanított.
1985-ben 11 000 pályázóból választották, hogy a Tanár az űrben (közérdeklődés fokozása az űrrepülőgép-program irányába) program keretében az első személy legyen a világűrben. A Hughes Communication Inc. vállalat támogatásából 1985. július 19-től a NASA Lyndon B. Johnson Űrközpontjában részesült űrhajóskiképzésben. Kiképzett űrhajósként az Űrhajózási Iroda munkatársa. 2003-ban amatőr rádiós vizsgát tett. Egy űrszolgálata alatt összesen 12 napot, 17 órát, 55 percet és 34 másodpercet (306 óra) töltött a világűrben. Űrhajós pályafutását 2008. június 28-án fejezte be. Augusztustól az Idaho Boise State University (Montana) tanára.

## Űrrepülések
STS–118, a Endeavour űrrepülőgép 20. repülésének küldetésfelelős. A Nemzetközi Űrállomáshoz (ISS) vezető 22. Space Shuttle misszió – mely egyben a 150. amerikai emberes űrutazás. A Canadarm (RMS) manipulátor kar kezelésével elhelyezték és beüzemelték a szállított napelemtartó rácselemeket. Kirakták a 2,3 tonnányi eszközutánpótlást, átpakolták az 1,4 tonnányi hulladékot. Rádióamatőrként a ISS (ARISS) programjának keretében forgalmazást végzett földi amatőrökkel. Egy űrszolgálata alatt összesen 12 napot, 17 órát, 55 percet és 34 másodpercet (306 óra) töltött a világűrben. 8 500 000 kilométert (5 274 977 mérföldet) repült, 202 kerülte meg a Földet.

### Tartalék személyzet
STS–51–L, aChallenger űrrepülőgép 10. repülésének rakományfelelőse.